# Gerbold de Bayeux
Gerbold ou Ger(e)bau(l)d (en latin : Gereboldus) est un évêque de Bayeux vers 689-691. Il est un saint de l’Église catholique.

## Hagiographie
La première Vie connue de ce saint est assez tardive. Elle se trouve dans le bréviaire manuscrit de Bayeux daté de 1425.
Selon la légende, Saint Gerbold serait originaire de Normandie (peut-être de Livry) et aurait vécu en Angleterre (la Scythie est parfois évoquée mais il s'agirait plus vraisemblablement d'une déformation de Scotia) où il demeurait sous la protection d'un riche seigneur, en qualité d'intendant. Gerbold aurait refusé les avances de sa maîtresse et celle-ci se serait plainte de lui auprès de son mari. Tombant en disgrâce, son maître l'aurait emprisonné puis jeté à la mer, lesté d'une meule de moulin. La pierre se serait transformée en liège, offrant à Gerbold une embarcation lui permettant de traverser la Manche. 
Il aurait débarqué sur la côte normande, à Ver-sur-Mer. Sur son passage, malgré l'hiver, les plantes auraient verdi et les fleurs auraient éclos. Gerbold se serait établi dans un ermitage à Crépon ou à Ver, sur les rives du cours d'eau la Provence. Les miracles qu'il réalisait auraient poussé la population à le faire nommer évêque de Bayeux. 

Mais les habitants se retournèrent contre leur évêque jugé moralement trop ferme et le chassèrent de la ville. Par dépit, Gerbold aurait jeté son anneau pastoral à la mer ou dans l'Aure et aurait refusé de rester dans le diocèse tant qu'il n'aurait pas été retrouvé. Il serait parti pour Rome. Les habitants de Bayeux auraient alors souffert de dysenterie et d'hémorroïdes et auraient fait pénitence, rappelant leur évêque auprès d'eux. Gerbold aurait retrouvé son anneau pastoral dans le ventre d'un poisson, ou un pêcheur le lui aurait retrouvé, et aurait repris sa charge d'évêque. Les maladies affectant la population auraient cessé. La pièce de théâtre  La Farce de Maître Pathelin (XVe siècle) comporte une allusion à cette légende :  

« Hé dea j'ay le mau Sainet Garbot,/ Suis-je des foireux de Bayeux?/ Les playes Dieu ! quésse qui s'attaque/ A m'en cul ? Esse une vaque ?/ Une môque ou un escarbot ?/ Jehan du Chemin sera joyeux./ Bée, par Sainet Jehan je bérée/ Voulentiers à li une fée. »

Selon Hermant, Gerbold aurait participé au concile de Rouen en 692 ou 693 et aurait fondé une abbaye dans le village de Livry. Il aurait été enterré en l'église Saint-Exupère de Bayeux.
Saint Gerbold est fêté le 7 décembre ; il est invoqué pour guérir la dysenterie (surnommée “mal de Saint Gerbold”) et les hémorroïdes.